# Ius indigenatus
Ius indigenatus, „Recht des Einheimischen-Status“, von lateinisch indigena ‚Einheimischer, Eingeborener‘, ist ein Rechtsbegriff, welcher das Bürgerrecht in Preußen bezeichnet. Es wurde original in deutscher Sprache geschrieben und galt für die Lande Preußen. Das östliche Herzögliche Preußen blieb durch das gemeinsame Bürgerrecht eng verbunden mit dem westlichen Preußen königlichen Anteils, von 1466 bis 1773 in Personalunion dem König von Polen als Schutzherrn mit Titel Magnus Dux Prussiae. 
Das Recht der Einheimischen, das sich der preußische Bund beim Beitritt 1454 als eines der königlichen Privilegien zusichern ließ, wurden von jedem neuen König bestätigt, ehe dieser akzeptiert wurde. Es beschränkte die polnische Einmischung und regelte die Selbstverwaltung. Insbesondere Ämter und Landbesitz war alteingesessenen Preußen vorbehalten. 
Laut Karin Friedrich The Other Prussia (Seiten 36–39) war das Preußische Indigenat die Quelle aller preußischen Freiheit und sogar nach 1569, wo Polen in Preußen Polnisches Indigenat einführen wollte, wurde das in Preußen als schlimmstes Unrecht abgelehnt. 1696 war das ius indigenatus im westlichen Preußen noch ein zentraler Punkt.

## Referenzen
- Karin Friedrich: The Other Prussia. Royal Prussia, Poland and Liberty, 1569–1772. Cambridge University Press, Cambridge u. a. 2000, ISBN 0-521-58335-7 (Cambridge Studies in early modern History); Online in der Google-Buchsuche
- Michael G. Müller: Zweite Reformation und Städtische Autonomie im Königlichen Preußen. Danzig, Elbing und Thorn in der Epoche der Konfessionalisierung (1557–1660). Akademie-Verlag, Berlin 1997, ISBN 3-050-03215-4 (Publikationen der Historischen Kommission zu Berlin), (Zugleich: Berlin, Univ., Habil.-Schr., 1993).
- Hans-Jürgen Bömelburg: Zwischen polnischer Ständegesellschaft und preußischem Obrigkeitsstaat. Vom Königlichen Preußen zu Westpreußen (1756–1806). Oldenbourg, München 1995, ISBN 3-486-56127-8 (Schriften des Bundesinstituts für Ostdeutsche Kultur und Geschichte 5), (Zugleich: Mainz, Univ., Diss., 1993).